# Claire-Lise Monnier
Claire-Lise Monnier (Genève, 20 juli 1894 - aldaar, 1 april 1978) was een Zwitserse kunstschilderes.

## Biografie

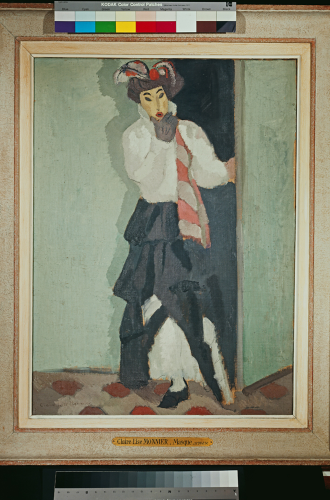
Masque, Musée d’Art et d’Histoire, Genève.

### Afkomst en opleiding
Claire-Lise Monnier was een dochter van Philippe Monnier en een kleindochter van Marc Monnier. Ze trouwde in 1931 met Paul Mathey. Hoewel ze aanvankelijk protestante was, beheerde ze zich in 1944 tot het katholicisme. Van 1916 tot 1917 studeerde ze aan de Académie Ranson in Parijs.

### Kunstschilderes
Monnier had haar schilderatelier opeenvolgend in Carouge, Genève en Parijs. Van 1922 tot 1930 stelde ze haar werken tentoon op de Parijse salons. Ze schilderde met olieverf en vooral met gouache en had een voorliefde voor circus en music hall tot 1939. Haar bekering tot het katholicisme zorgde voor een stijlbreuk in haar werk, dat voortaan een religieus, dromerig en visionair karakter kreeg. Van 1948 tot 1958 maakte ze ook mozaïeken. Van 1952 tot 1967 was ze lid van de Zwitserse Vereniging van Vrouwelijke Schilders en Beeldhouwers.